# 5. Feldartillerie-Brigade (Deutsches Kaiserreich)
Die 5. Feldartillerie-Brigade war ein Großverband der Preußischen Armee.

## Geschichte
Die 5. Feldartillerie-Brigade wurde zum 1. Oktober 1899 in Frankfurt an der Oder aufgestellt und am 16. Februar 1917 zum Artillerie-Kommandeur Arko 5 umfunktioniert.
Sie war Teil der 5. Division, die dem III. Armee-Korps in Berlin zugeordnet war.

### Gliederung
- 1899 bis 1914

Feldartillerie-Regiment General-Feldzeugmeister (2. Brandenburgisches) Nr. 18 und Neumärkisches Feldartillerie-Regiment Nr. 54
- Kriegsgliederung bei Mobilmachung 1914

Wie vor

### Erster Weltkrieg
Die Brigade kämpfte mit Kriegsbeginn im Verband der 5. Division ausschließlich an der Westfront
Zu den Kampfhandlungen, Gefechten und Schlachten siehe Kampfgeschehen der 5. Division.

### Brigadekommandeure
| Name                                                        | Datum                               |
| ----------------------------------------------------------- | ----------------------------------- |
| Eduard Wilhelm Friedrichs                                   | 13. September 1899 bis 17. Mai 1901 |
| Wolf Dietrich Freiherr von Amstetter-Zwerbach und Grabeneck | 18. Mai 1901 bis 14. Juni 1905      |
| August Kumbruck                                             | 15. Juni 1905 bis 26. Januar 1908   |
| Julius aus'm Weerth                                         | 27. Januar 1908 bis 17. Mai 1908    |
| Wilhelm Braun                                               | 18. Mai 1908 bis 21. April 1912     |
| Gustav Brandt                                               | 22. April 1912 bis 19. Mai 1913     |
| Wilhelm Freiherr von König                                  | 20. Mai 1913 bis 1. Mai 1914        |
| Wilhelm von Lotterer                                        | 2. Mai 1914 bis 4. März 1916        |
| Adolf Joseph Anton August Büstorff                          | 5. März 1916 bis 4. August 1917     |
| Fritz Jürst                                                 | 5. August 1917 bis Kriegsende       |
| Rudolf von Horn                                             | 23. Januar 1919 (Demobilisierung)   |